# Jon Navie
John Geoffrey Navie – australijski zapaśnik walczący w stylu wolnym. Brązowy medalista igrzysk wspólnoty narodów w 1974 roku.